# 一条栄子
一条 栄子（いちじょう えいこ、1903年2月28日 - 1977年6月30日）は日本の探偵作家。デビュー当初はバロネス・オルツィをもじった小流智尼（おるちに）の筆名を用いていた。本名は丹羽栄子（旧姓は北本）。日本の女性探偵作家の草分けの一人であるが、約3年半の間に短編10編を発表しただけで、家庭の事情で筆を折った。

## 経歴
1903年2月28日、京都府久世郡宇治町（現・宇治市）に、北本雄（たけし）・キク夫妻の次女として生まれる。父の北本雄は幕末に薩摩藩に肩入れした資産家で、寺田屋事件の後始末を行ったといい、明治になってから久世郡長をつとめている。
京都高等女学校（現・京都女子中学校・高等学校）を首席で卒業。
1925年に設立された探偵作家およびファンの親睦団体である「探偵趣味の会」に参加し、同会の推薦雑誌である『映画と探偵』の1925年12月創刊号に、「小流智尼」名義で短編「丘の家」を発表し、作家デビューを果たす。
1926年、『サンデー毎日』の大衆文芸募集に応募した「そばかす三次」が当選、同誌8月1日号に掲載。その後、同誌1927年1月2日号に掲載された同作の続編「戻れ、弁三」から、筆名を一条栄子に改める。ペンネーム変更の理由は明らかでないが、ミステリ評論家の新保博久は、商業誌デビューに際して「あまりに奇矯なペンネームを廃したかったのだろう」「姓は、京都の一条通りから採られたに違いない」、また歴史学者の細川涼一は「メジャー・デビューしたことによる新たな決意であろう」と、それぞれ推測している。
同人誌『猟奇』1929年5月号・6月号に発表した「ベチィ・アムボス」を最後に筆を折る。『猟奇』1931年4月号から同誌の同人名簿に名を連ねているが、作品を発表することはなかった。
1931年、丹羽賢と結婚。丹羽賢は衆議院議員・京都商品陳列所会頭などを歴任した実業家・丹羽圭介の次男で、東京美術学校日本画科を卒業、のちに大阪市立工芸学校第4代校長となっている。結婚後は、婚家の方針で小説の執筆を許してもらえなかったという。
1933年から1936年まで京都商工会議所婦人部部長をつとめる。
1977年6月30日、膵臓癌のため京都第一赤十字病院で死去。

### 没後
新保博久が江戸川乱歩旧蔵書調査の過程で、1954年に一条栄子が乱歩宛に出した年賀状を発見し、それをもとに遺族の存在をつきとめた。これをきっかけとして、1999年1月に鮎川哲也・新保博久・山前譲・戸川安宣による遺族へのインタビューが行われ、経歴が明らかとなった。『創元推理』第19号（1999年11月）で特集が組まれている。
著作集は2017年現在刊行されておらず、一部の作品がアンソロジーに再録されるのみにとどまっている。

## 「日本初の女性探偵作家」
一条栄子は日本初の女性探偵作家とされる。ただし、一条が執筆活動を始める前の1923年から1926年にかけて、松本恵子が「中野圭介」という男性名のペンネームで、夫の松本泰が主催していた『秘密探偵雑誌』『探偵文藝』に創作探偵小説を発表している。したがって、一条は正確には、日本で初めて女性名で作品を発表した女性探偵作家ということになる。
また、一条より8カ月早く、久山秀子が「浮れてゐる「隼」」（『新青年』1925年4月号）を発表し、日本で初めての女性名を名乗った探偵作家としてデビューしている。ただし「久山秀子」は、実際は男性作家のペンネームだった。
なお、日本で最初に単行本を出版した女性探偵作家は、1935年に『踊る影絵』（柳香書院）を出版した大倉燁子である。

## 作品
実質的な作家活動は1925年12月から1929年6月までの約3年半であり、この間に短編10編が発表されている。新保博久は、「アマチュア作家としては少ない数ではない」とし、「ほんど一編ごとに作風を変えている」と評した上で、「作家としては特色がな」く、そのためにいち早く忘れられてしまったのではないか、と推測している。
『サンデー毎日』に掲載された「そばかす三次」と「戻れ、弁三」は、スリ師のそばかす三次を主人公とするシリーズ作品で、ジョンストン・マッカレーの『地下鉄サム』に影響を受けている。
新保博久と細川涼一は、ともにファンタジー風の「フラー氏の昇天」を最も完成度が高い作品と評している。

### 小流智尼名義
- 丘の家（『映画と探偵』1925年12月）
- 無用の犯罪（『探偵趣味』1926年2月）[注釈 1]
- 手袋（『探偵趣味』1926年3月）
- そばかす三次（『サンデー毎日』1926年8月1日）[注釈 2]
- 南京街（『探偵趣味』1926年12月）

### 一条栄子名義
- 戻れ、弁三（『サンデー毎日』1927年1月2日）
- 平野川殺人事件（『探偵趣味』1927年9月）[注釈 2]
- フラー氏の昇天（『探偵・映画』1927年10月）[注釈 2][注釈 3]
- 千眼禅師（『探偵趣味』1928年5月）
- ベチィ・アムボス（『猟奇』1929年5月 - 6月）[注釈 4]